# Vol Centurion Air Cargo 164
Le 7 juillet 2008, un Boeing 747-200 effectuant le vol Centurion Air Cargo 164, un vol cargo international opéré par Centurion Air Cargo (en), pour le compte de Kalitta Air, reliant l'aéroport international El Dorado, à Bogota à l'aéroport international de Miami, en Floride, s'est écrasé dans une ferme peu après le décollage de Bogota.
Les 8 occupants de l'appareil ont tous survécu, malgré des blessures graves, mais deux personnes au sol ont été tuées. Cet accident est le deuxième crash d'un Boeing 747 de Kalitta Air en moins d'un mois, après celui du vol 207, survenue à Bruxelles en mai 2008.

## Avion et équipage

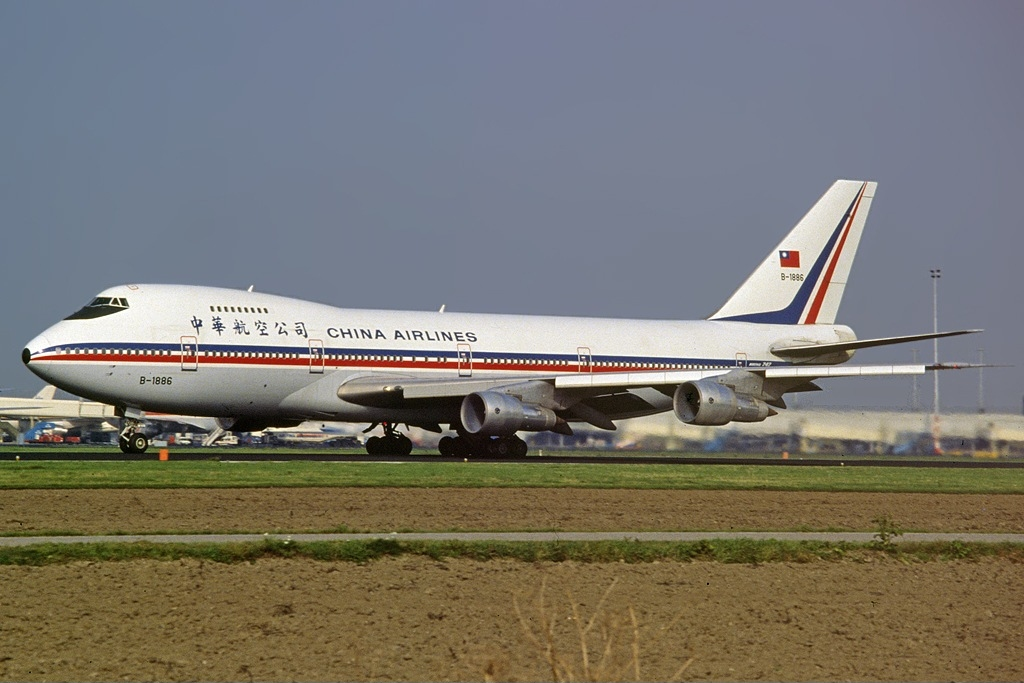
L'avion impliqué dans l'accident, alors qu'il opérait encore pour China Airlines en tant qu'avion de transport de passagers, ici en octobre 1990.

L'appareil impliqué est un Boeing 747-209BSF, immatriculé N714CK, âgé de 27 ans. Il avait cumulé 90 613 heures de vol. Il a été livré à China Airlines en 1981, immatriculé B-1886. En 1999, l'avion a reçu une nouvelle immatriculation, B-18753, lorsqu'il a été transféré chez China Airlines Cargo, la division spécialisée dans le transport de fret, jusqu'à ce qu'il soit immobilisé en 2002, à la suite du crash du vol China Airlines 611, avant d'être finalement acquis par Kalitta Air en novembre de la même année.
Le commandant de bord Bryan Beebe (51 ans), qui cumule 8 874 heures de vol, dont 2 874 heures sur Boeing 747, était le pilote aux commandes ; le copilote Frank Holley (49 ans), qui totalise 11 373 heures de vol, dont 2 853 heures sur 747, était le pilote non en fonction (PNF). L'officier mécanicien navigant Joseph Kendall (59 ans), compte 10 665 heures de vol, dont 2 665 heures sur 747.

## Accident
Le vol 164 a décollé de l'aéroport international El Dorado, à destination de l'aéroport international de Miami, avec à son bord 8 membres d'équipage et une cargaison de fleurs, dans le cadre d'un vol cargo affrété. Ce vol était exploité par Centurion Air Cargo (en), pour le compte de Kalitta Air. 
Au cours de sa rotation, le moteur n°4 (moteur extérieur droit) a subi un décrochage de compresseur irrécupérable, lui faisant perdre de la puissance. Il a ensuite déclaré une urgence 20 secondes plus tard, en signalant un incendie sur le moteur n°4, et a demandé à retourner sur la piste 13R. La tour de contrôle de Bogota a autorisé le vol 164 à revenir et à atterrir sur la piste 13R. L'avion a ensuite amorcé un virage à gauche, conformément à la procédure standard publiée en cas de panne moteur. Environ 20 secondes après la perte du moteur n°4, le moteur n°1 (moteur extérieur gauche) a également perdu de la puissance, pour une raison indéterminée.
L'équipage a rapidement réalisé qu'il n'avait plus la poussée nécessaire pour revenir à l'aéroport et a tenté un atterrissage hors de l'aéroport. Un témoin au sol a déclaré que le 747 avait heurté les lignes à haute tension le long de l'autoroute voisine, déclenchant une gerbe d'étincelles, avant de toucher le sol. 

Prise de vue aérienne du site du crash du vol 164.

Le vol 164 s'est écrasé à 03h57, heure locale. Il a effleuré la cime des arbres et s'est écrasé à grande vitesse, avant de déraper à travers un champ et de finir sa course dans une ferme, tuant 2 personnes au sol, Pedro Suarez (50 ans) et son fils Edwin (13 ans). L'appareil s'est ensuite divisé en plusieurs sections. 
Les sauveteurs sont immédiatement arrivés sur les lieux du crash et ont évacué les survivants. Les huit membres de l'équipage ont tous survécu, mais l'un d'eux était dans un état critique. Au moins cinq personnes ont été grièvement blessées dans l'accident. Deux membres de l'équipage ont été soignés dans un hôpital de Madrid, tandis que six autres ont été envoyés à l'hôpital de la Policia Nacional, situé à Bogota.

## Enquête
Le 22 août 2011, la commission d'enquête colombienne, assisté par plusieurs enquêteurs du Conseil national de la sécurité des transports (NTSB), a finalement publié son rapport final. L'accident du vol 164 a été causé par la défaillance de deux des 4 moteurs de l'avion, en particulier les moteurs n°4 et n°1. Le moteur n°4 (au bout de l'aile droite) a subi une perte de puissance irrécupérable pendant la rotation de l'avion, en raison d'un décrochage de compresseur, qui a ensuite eu du mal à prendre de l'altitude. 
Alors que l'équipage effectuait la procédure d'urgence, le moteur n°1 (au bout de l'aile gauche) est également tombé en panne ; la cause exacte de la panne de ce moteur n'a cependant pas pu être déterminée. 
Avec deux moteurs défectueux, le 747 n'a pas pu se maintenir en vol dans une telle configuration. Il a ensuite commencé à rencontrer des problèmes avec le moteur n°2 (moteur intérieur gauche), qui a subi un pompage répété, quelques secondes seulement avant l'impact avec le sol.